# Роден, Франц Францевич
Франц Францевич фон Роден (?—1795) — генерал-майор, Архангельский обер-комендант.
В военную службу вступил в 1741 году в кавалерию. Принимал участие в Семилетней войне.
21 апреля 1771 года был произведён в полковники, а 13 ноября того же года, за 25-летнюю службу, награждён был орденом Св. Георгия 4-й степени (№ 175 по кавалерскому списку Григоровича — Степанова). В 1776 году состоял командиром Владимирского драгунского полка и в следующем году вместе с полком был двинут на Кавказ, где принимал участие в делах с закубанскими горцами.
В начале 1778 года за отличие произведён в бригадиры и 22 сентября того же года — в генерал-майоры. Вслед за тем Роден был назначен обер-комендантом в Архангельск и в 1780 году вышел в отставку.
Умер 1 мая 1795 года.